# Кей, Киган-Майкл
Киган-Майкл Кей (или Ки, англ. Keegan-Michael Key, 22 марта 1971, Саутфилд, Мичиган, США) — американский актёр, комик, сценарист и продюсер. Известен по скетч-шоу Comedy Central «Кей и Пил», комедийному сериалу USA Network «Дом игр» и как участник шоу «Безумное телевидение». Он также снимался в первом сезоне сериала FX «Фарго» и играл постоянную роль в шестом и седьмом сезонах «Парки и зоны отдыха». Кей вёл американскую версию «Самые забавные животные планеты» на Animal Planet с 2005 года до закрытия программы в 2008 году.
Кей снимался во второстепенных ролях в нескольких фильмах, в том числе «Типа копы», «Земля будущего» и «Идеальный голос 2». Также в 2015 году он появился на обеде корреспондентов Белого дома в роли персонажа Лютера, раздражительного переводчика президента Барака Обамы. Он спродюсировал и снялся вместе со своим соавтором «Кей и Пил», Джорданом Пилом, в фильме «Киану». В 2017 году Кей дебютировал на Бродвее в комедии Стива Мартина «Метеоритный дождь».

## Ранняя жизнь и образование
Кей родился в Саутфилде (штат Мичиган) 22 марта 1971 года, сын чернокожего Лероя МакДаффи и белой Кэрри Херр. Он был усыновлён в юном возрасте парой из Детройта, Майклом Кеем и Патрисией Уолш, которые были социальными работниками. Как и его родители, Майкл чёрный, а Патрисия белая. Через биологического отца у Кея два сводных брата, одним из которых был создатель комиксов Дуэйн МакДаффи (1962—2011 гг.), номинированный на премию Айснера, также из Детройта. Кей обнаружил существование своих братьев только после их смерти и, таким образом, так и не смог встретиться с ними.
Причастие к двум расам стало источником комедийного материала для Кея, который сказал Терри Гроссу в интервью для National Public Radio: «Я думаю, что причина, по которой мы с Джорданом стали актёрами, заключается в том, что мы довольно много переключались между кодами и делаем это до сих пор».
Кей учился в университете Детройт-Мерси, где получил степень бакалавра изящных искусств в театре в 1993 году, а затем в, 1996 году, степень магистра изобразительных искусств в театре в Университете штата Пенсильвания. В университете Детройт-Мерси он состоял в братстве Фи Каппа Тета (Phi Kappa Theta).

## Карьера

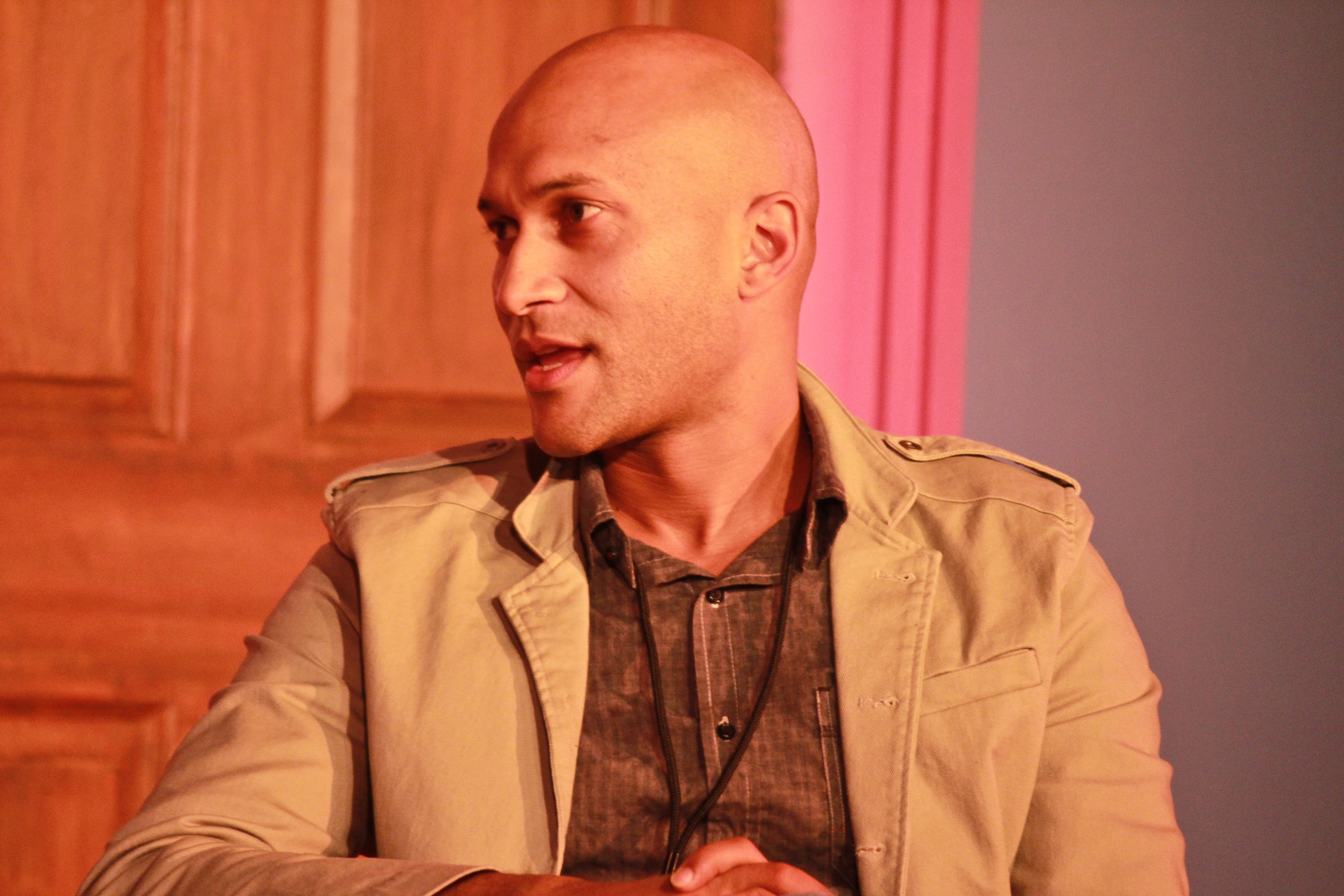
Киган-Майкл Кей в 2012 году.

### «Безумное телевидение»
Кей присоединился к актёрскому составу шоу «Безумное телевидение» в девятом сезоне. Он и Джордан Пил проходили кастинг FOX на одну роль «чёрного» актёра, но в итоге оба были приняты после того, как продемонстрировали великолепную комедийную химию. Кей сыграл много персонажей в сериале. Один из его самых известных персонажей тренер Хайнс — спортивный тренер средней школы, который часто срывается и угрожает студентам и преподавателям. В предпоследнем эпизоде шоу Хайнс рассказал, что он давно потерянный наследник компании Heinz Ketchup и стал католическим школьным тренером, чтобы помогать подросткам-правонарушителям, таким как Яманаси (Бобби Ли). В течение 9 и 10 сезонов Кей играл «доктора Фанкенштейна», а Пил — монстра. Кей также изображал различных гостей в Real **********ing Talk, таких как сильный африканец Ролло Джонсон и слепая жертва Стиви Уандер Вашингтон. Ещё один его персонаж Йован Маскатель, человек без рубашки с кудрявым волосами и в шапочке для душа. Он прерывает прямые новостные трансляции рёпортера (всегда играемого Айком Баринхолцем), раздражая его быстрыми огненными сообщениями о событиях, восклицая «Это было сумасшествие, как в аду!». Знаменитости, которых Кей сыграл в шоу, включают в себя Ludacris, Snoop Dogg, Роско Орман (в роли его персонажа Гордона из «Улицы Сезам»), Мэтью Лиллард, Билл Косби, Эл Рокер, Террелл Оуэнс, Тайлер Перри, Кит Ричардс, Эдди Мёрфи (в роли его персонажа Джеймса «Грома» Эрли из фильма «Девушки мечты»), Шерман Хемсли (в роли его персонажа Джорджа Джефферсона из «Джефферсонов»), Чарльз Баркли, Сендхил Рамамурти (в роли его персонажа Мохиндера Суреша), Тайсон Бекфорд, Seal (изначально играемый Пилом, пока он не покинул шоу в конце 13-го сезона), Сидни Пуатье, Лайонел Ричи, Барак Обама, Коби Брайант и Джек Хейли (в роли его персонажа Железный Дровосек из «Волшебника страны Оз»). Он также играл знаменитых женщин, в том числе Филисию Рашад, Робин Антин и Еву Лонгорию (в роли её персонажа Габриель Солис из сериала «Отчаянные домохозяйки»).

### «Кей и Пил»
Кей и его напарник по «Безумному телевидению», Джордан Пил, снялись в собственном комедийном скетч-шоу на Comedy Central «Кей и Пил», которое вышло в эфир 31 января 2012 года и длилось пять сезонов до 9 сентября 2015 года. Кей и Пил сыграли главные роли в двух эпизодах «Epic Rap Battles of History», где в первом Кей сыграл Махатму Ганди, а Пил — Мартина Лютера Кинга., а во втором Мухаммеда Али и Майкла Джордана соответственно.
Кей был представлен президентом Бараком Обамой на обеде корреспондентов Белого дома в 2015 году в роли Лютера, раздражительного переводчика Обамы, одного из персонажей Кея из «Кей и Пил».

### «Друзья с колледжа»
Кей играет самого выдающегося мужского персонажа, отмеченного наградами писателя-фантаста Итана Тёрнера, в ансамблевой комедии Netflix «Друзья с колледжа» о группе друзей, выпускников Гарвардского университета, которым за тридцать, и они живут в Нью-Йорке.

### Другие работы
Кей был одним из основателей театра «Планета муравьёв» в Хемтремке (штат Мичиган) и был членом детройтского театра импровизации «Второй город», прежде чем присоединиться к подразделению этого театра в чикаго. Ключевой соучредитель Детройтского творческого проекта вместе с Бет Хагенлокер, Марком Эваном Джексоном, Маргарет Эдвартовски и Ларри Джо Кэмпбеллом. Детройтский творческий проект обучает студентов импровизации, как способ улучшить их коммуникативные навыки. Кей выступал с импровизированной группой «The 313», сформированной из участников голливудского «Второго города», которая гастролирует по всей стране. «The 313» состоит в основном из бывших жителей Детройта и названа в честь телефонного кода города. Кей вёл американскую версию «Самые забавные животные планеты» на Animal Planet.
Он и Джордан Пил снялись в камео в видео Странного Эла Янковича «White & Nerdy». В 2009 году Кей вёл шоу «Большая субботняя ночь» на GSN и снялся в сериале «Холостяк Гари» на CBS. Кей был участником комедийной телевикторины «Подожди, подожди, не говори мне…» на NPR. Кей снялся в нескольких эпизодах «Рино 911!».
Кей и Пил были изображены на обложке и в серии полностраничных комических фотографий, иллюстрирующих статью от 31 марта 2013 года в журнале The New York Times Magazine. На сайте The Times также была размещена видеоверсия. Кей снялся в комедии ужасов «Адское дитя». Он также является одним из участников в американской версии шоу «Так чья сейчас реплика?».
В дополнение к «Кей и Пил», он также снялся в комедийном сериале USA Network «Дом игр», показ которого начался в апреле 2014 года.
Вместе со своим напарником Джорданом Пилом, Кей сыграл агента ФБР в криминальной драме 2014 года «Фарго».

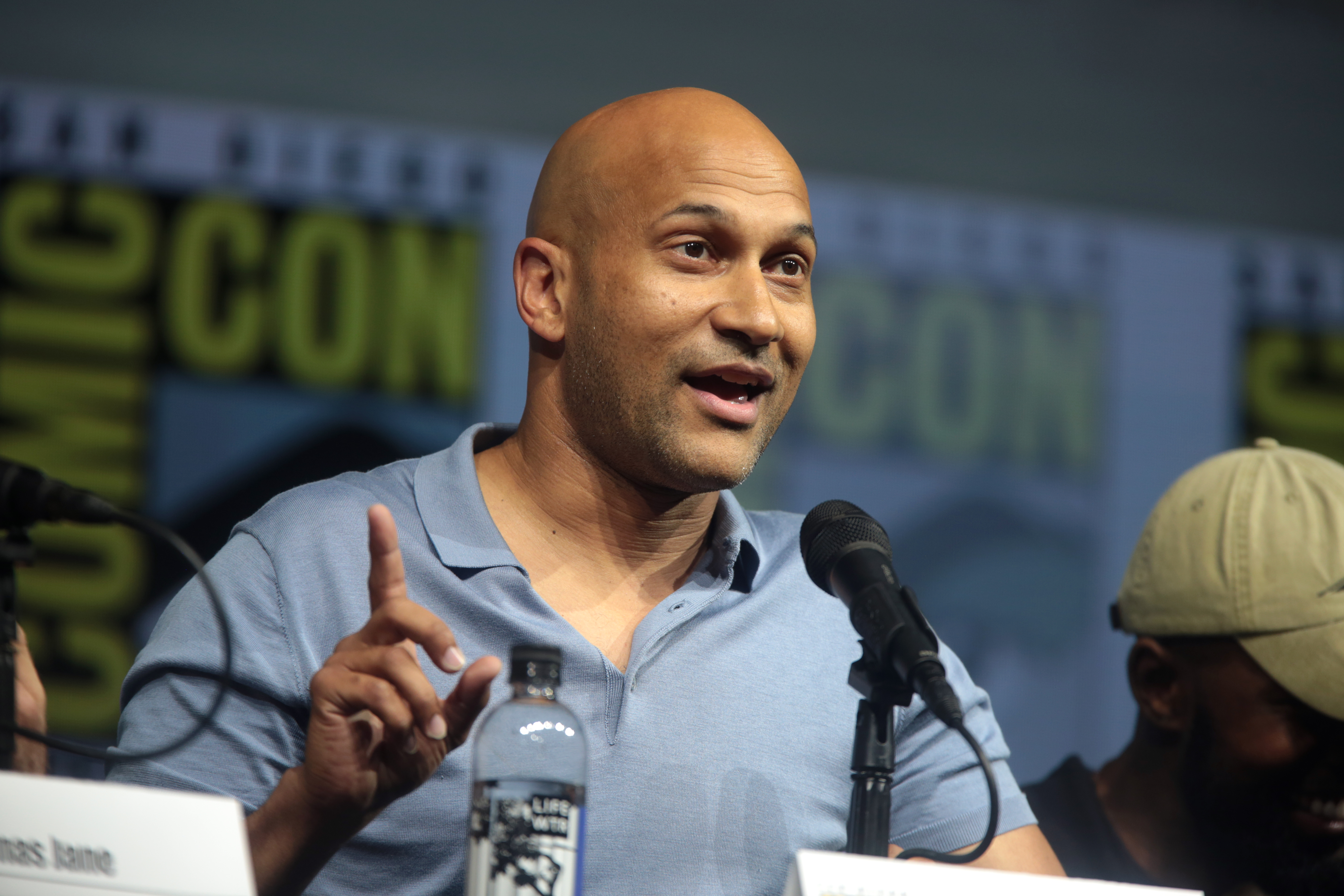
Кей в 2018 году на San Diego Comic-Con International.

Кей участвовал в озвучивании эпизодов для маркетинговой кампании «Охота за правдой» на веб-сайте видеоигры «Halo 5: Guardians», озвучивая вымышленного журналиста и военного фотографа по имени Бенджамин Жиро, который расследует происхождение Мастера Шефа.
У Кея были небольшие второстепенные роли в многочисленных фильмах, в том числе «Несносные боссы 2», «Типа копы», «Лего. Фильм», «Идеальный голос 2» и «Земля будущего». В настоящее время Кей и Пил работают с Джаддом Апатоу над художественным фильмом для Universal Pictures.
Кей является одним из нескольких ведущих подкаста «Исторически чёрный», выпущенного американскими общественными СМИ и The Washington Post.
Летом 2017 года Кея вернулся в театр, после того, что он охарактеризовал как «19-летний обходной путь в скетч-комедии», для постановки «Гамлета» в нью-йоркском Общественном театре, сыграв Горацио вместе с Оскаром Айзеком в главной роли. Кей, актёр, прошедший подготовку по Шекспиру, исполнил свою мечту всей жизни и получил восторженные отзывы о своей игре. Дэвид Руни из The Hollywood Reporter отметил, что комедийное мастерство Кея было на всеобщем обозрении, «…но его лёгкость в стихах и волнующей чувствительности [стала] откровением».
Кей озвучил голубя Дейва в мультфильме «Путеводная звезда» по мотивам Рождества Христова.
В 2017 году Кей дебютировал на Бродвее в комедии Стива Мартина «Метеоритный дождь».

## Личная жизнь
Кей был женат на актрисе и тренере по диалектам Синтии Блейз с 1998 по 2017 годы. 8 июня 2018 года в Нью-Йорке он женился на актрисе и режиссёре Элизе Пульисе.
Кей является христианином, в прошлом практиковал буддизм, католицизм и евангелизм.

## Благотворительность
Кей работал с «Фондом молодых рассказчиков» как участник их ежегодного сбора средств вместе с Максом Гринфилдом, Джеком Блэком и Джуди Грир.

## Фильмография

### Фильмы
| Год  | Название                               | Оригинальное название                 | Роль                   | Примечание             |
| ---- | -------------------------------------- | ------------------------------------- | ---------------------- | ---------------------- |
| 1999 | Убирайся из Хэмтауна                   | Get the Hell Out of Hamtown           | Джей                   |                        |
| 2000 | Гараж: Рок сага                        | Garage: A Rock Saga                   | менеджер телестудии    |                        |
| 2003 | Дядя Нино                              | Uncle Nino                            | незнакомец в аэропорту |                        |
| 2004 | Мистер 3000                            | Mr. 3000                              | репортёр               |                        |
| 2006 | Аллейбол                               | Alleyball                             | Курт Брауншвейб        |                        |
| 2006 | Отправная точка                        | Grounds Zero                          | Арч                    | Короткометражный фильм |
| 2007 | Леденец для Шелли                      | Sucker for Shelley                    | Майкл                  | Короткометражный фильм |
| 2008 | Йога Мэтт                              | Yoga Matt                             | Мэтт                   | Короткометражный фильм |
| 2008 | Взрослая неожиданность                 | Role Models                           | Дуэйн Кинг             |                        |
| 2008 | Земля Аравии                           | Land of Arabia                        | Дуэйн                  | Короткометражный фильм |
| 2010 | Добро пожаловать в спортзал в джунглях | Welcome to the Jungle Gym             | Майк МакКензи          | Короткометражный фильм |
| 2010 | Впритык                                | Due Date                              | новый отец             |                        |
| 2011 | Притворись моей женой                  | Just Go with It                       | Эрнесто                |                        |
| 2011 | Баки Ларсон: Рождённый быть звездой    | Bucky Larson: Born to be a Star       | Guinness Man           |                        |
| 2012 | Жажда странствий                       | Wanderlust                            | Маркис Фланки          |                        |
| 2013 | Адское дитя                            | Hell Baby                             | Ф’Реснел               |                        |
| 2013 | Полуденная нега                        | Afternoon Delight                     | Бо                     |                        |
| 2014 | Лего. Фильм                            | The Lego Movie                        | прораб Фрэнк           | Озвучка                |
| 2014 | Учитель года                           | Teacher of the Year                   | Рональд Дюше           |                        |
| 2014 | Типа копы                              | Let’s be Cops                         | Пупа                   |                        |
| 2014 | Несносные боссы 2                      | Horrible Bosses 2                     | Майк                   |                        |
| 2015 | Идеальный голос 2                      | Pitch Perfect 2                       | босс Беки              |                        |
| 2015 | Добро пожаловать в счастье             | Welcome to Happiness                  | Проктор                |                        |
| 2015 | Земля будущего                         | Tomorrowland                          | Хьюго Гернсбек         |                        |
| 2015 | Каникулы                               | Vacation                              | Джек Питерсон          |                        |
| 2015 | Монстры на каникулах 2                 | Hotel Transylvania 2                  | мумия Мюррей           | Озвучка                |
| 2015 | Хватай и беги                          | Freaks of Nature                      | мистер Мейхью Келлер   |                        |
| 2016 | Киану                                  | Keanu                                 | Кларенс/Смоук Дрезден  | Также продюсер         |
| 2016 | Angry Birds в кино                     | The Angry Birds Movie                 | судья Клюволап         | Озвучка                |
| 2016 | Не думай дважды                        | Don’t Think Twice                     | Джек                   |                        |
| 2016 | Аисты                                  | Storks                                | Альфа-волк             | Озвучка                |
| 2016 | Почему он?                             | Why Him?                              | Густав                 |                        |
| 2017 | Отыграйся                              | Win It All                            | Джин                   |                        |
| 2017 | Горе-творец                            | The Disaster Artist                   | В роли себя            | Камео                  |
| 2017 | Путеводная звезда                      | The Star                              | голубь Дейв            | Озвучка                |
| 2018 | Монстры на каникулах 3: Море зовёт     | Hotel Transylvania 3: Summer Vacation | мумия Мюррей           | Озвучка                |
| 2018 | Хищник                                 | The Predator                          | Койл                   |                        |
| 2019 | История игрушек 4                      | Toy Story 4                           | Голубчик               | Озвучка                |
| 2019 | Король Лев                             | The Lion King                         | Камари                 | Озвучка                |
| 2019 | Игры с огнём                           | Playing with Fire                     | Марк Роджерс           |                        |
| 2019 | Меня зовут Долемайт                    | Dolemite Is My Name                   | Джерри Джонс           |                        |
| 2020 | Все радостные места                    | All the Bright Places                 | Ричард Эмбри           |                        |
| 2020 | Выпускной                              | Prom                                  | директор Хоукинс       |                        |
| 2022 | Монстры на каникулах 4: Трансформания  | Hotel Transylvania: Transformania     | мумия Мюррей           | Озвучка                |
| 2022 | Чип и Дейл спешат на помощь            | Chip 'n Dale: Rescue Rangers          | Бьорнсон Сыровар       |                        |
| 2023 | Братья Супер Марио в кино              | The Super Mario Bros. Movie           | Тоад                   | Озвучка                |
| 2023 | Вонка                                  | Wonka                                 | начальник полиции      |                        |
| 2023 | Миграция                               | Migration                             | Делрой                 | Озвучка                |
| 2024 | Воображаемые друзья                    | IF                                    | Стивен                 | Озвучка                |
| 2024 | Трансформеры: Начало                   | Transformers One                      | B-127 / Бамблби        | Озвучка                |
| 2024 | Дорогой Санта                          | Dear Santa                            | доктор Финклман        |                        |

### Телевидение
| Год           | Название                                         | Оригинальное название              | Роль                                                | Примечание                                                               |
| ------------- | ------------------------------------------------ | ---------------------------------- | --------------------------------------------------- | ------------------------------------------------------------------------ |
| 2001          | Скорая помощь                                    | ER                                 | Витковски                                           | Эпизод: «Quo Vadis?»                                                     |
| 2004          | Я с ней                                          | I’m with Her                       | дежурный                                            | Эпизод: «Poison Ivy»                                                     |
| 2004-09       | Безумное телевидение                             | Mad TV                             | Разные роли                                         | 107 эпизодов; также сценарист                                            |
| 2005-08       | Самые забавные животные планеты                  | The Planet’s Funniest Animals      | ведущий                                             | 30 эпизодов                                                              |
| 2007          | Франджела                                        | Frangela                           | ДеШон                                               | Телевизионный фильм                                                      |
| 2008          | Шоколадные новости                               | Chocolate News                     | Вудси                                               | 1 эпизод                                                                 |
| 2008-09       | Рино 911!                                        | Reno 911!                          | Гипотетический преступник                           | 8 эпизодов                                                               |
| 2009-10       | Холостяк Гари                                    | Gary Unmarried                     | Кёртис                                              | 17 эпизодов                                                              |
| 2010          | Сынки Тусона                                     | Sons of Tucson                     | Эрик                                                | Эпизод: «Pilot»                                                          |
| 2010-15       | Дэцкая больница                                  | Childrens Hospital                 | полицейский, капитан Триппер                        | 3 эпизода                                                                |
| 2011          | Лемони Сникет: 33 несчастья                      | A Series of Unfortunate People     | Тед                                                 | Эпизод: «Family Secret»                                                  |
| 2011          | Любовь кусается                                  | Love Bites                         | Дрю                                                 | 2 эпизода                                                                |
| 2011          | Уилфред                                          | Wilfred                            | Дик Барбиан                                         | Эпизод: «Identity»                                                       |
| 2011          | Лига                                             | The League                         | Стив/Карменджелло                                   | Эпизод: «Carmenjello»                                                    |
| 2012-15       | Кей и Пил                                        | Key & Peele                        | В роли себя; разные роли                            | 54 эпизода; также соавтор, сценарист и исполнительный продюсер           |
| 2013-16, 2018 | Так чья сейчас реплика?                          | Whose Line is it Anyway?           | В роли себя                                         | 9 эпизодов                                                               |
| 2013          | Как я встретил вашу маму                         | How I Met Your Mother              | Кэлвин                                              | Эпизод: «Something New»                                                  |
| 2013          | Супер весёлый вечер                              | Super Fun Night                    | Слейд                                               | Эпизод: «Pilot»                                                          |
| 2014          | Бывает и хуже                                    | The Middle                         | преподобный Дево                                    | Эпизод: «Hungry Games»                                                   |
| 2014          | Адская кухня                                     | Hell’s Kitchen                     | В роли себя                                         | Гость; Сезон 13, эпизод 14: «5 Chefs Compete»                            |
| 2014-15       | Парки и зоны отдыха                              | Parks and Recreation               | Джо                                                 | 5 эпизодов                                                               |
| 2014-16       | Закусочная Боба                                  | Bob’s Burgers                      | Разные роли                                         | Озвучка 5 эпизодов                                                       |
| 2014-17       | Дом игр                                          | Playing House                      | Марк Родригес                                       | 21 эпизод                                                                |
| 2014          | Фарго                                            | Fargo                              | спецагент ФБР Билл Бадж                             | 4 эпизода                                                                |
| 2014, 2016    | Робоцып                                          | Robot Chicken                      | Разные роли                                         | Озвучка 2 эпизода                                                        |
| 2014-15       | Конь БоДжек                                      | BoJack Horseman                    | Себастьян Сен-Клер                                  | Озвучка 4 эпизода                                                        |
| 2015          | Горячие жёны                                     | The Hotwives                       | Туз                                                 | 7 эпизодов                                                               |
| 2015          | ТрипТанк                                         | TripTank                           | король Лхога                                        | Озвучка Эпизод: «Dirty Talk»                                             |
| 2015          | В Филадельфии всегда солнечно                    | It’s Always Sunny in Philadelphia  | Грант Андерсон                                      | Эпизод: «The Gang Goes on Family Fight»                                  |
| 2015          | Ужин корреспондентов Белого дома                 | White House Correspondents' Dinner | Лютер                                               | Телевизионный спешл                                                      |
| 2015          | Рик и Морти                                      | Rick and Morty                     | Существо из Четвёртого измерения                    | Озвучка Эпизод: «A Rickle in Time»                                       |
| 2015-н.в.     | Суперособняк                                     | SuperMansion                       | Американский рейнджер/сержант Агония/Голубая Угроза | Озвучка 38 эпизодов                                                      |
| 2015          | С Бобом и Дэвидом                                | W/ Bob & David                     | дорожный полицейский                                | Эпизод: «Episode 3»                                                      |
| 2016          | Американская семейка                             | Modern Family                      | Том Делейни                                         | Эпизод: «Playdates»                                                      |
| 2016          | Энджи Трайбека                                   | Angie Tribeca                      | Хельмут Фрёнтбют                                    | Эпизод: «Ferret Royale»                                                  |
| 2016          | Маппеты                                          | The Muppets                        | В роли себя                                         | Эпизод: «Swine Song»                                                     |
| 2016-17       | Спецагент Арчер                                  | Archer                             | детектив Дидрих/Флойд                               | Озвучка 6 эпизодов                                                       |
| 2016          | Обитель лжи                                      | House of Lies                      | Девин Таунсенд                                      | Эпизод: «Johari Window»                                                  |
| 2016          | Американский папаша!                             | American Dad!                      | И-Мани                                              | Озвучка Эпизод: «Criss-Cross Applesauce: The Ballad of Billy Jesusworth» |
| 2016          | Мак и Мокси                                      | Mack & Moxy                        | Восхитительный Киган                                | Эпизод: «Buckle, Buckle, Seatbelts and Chuckle»                          |
| 2016, 2018    | Прошлая неделя сегодня вечером с Джоном Оливером | Last Week Tonight with John Oliver | Сумасшедший Джимми/Искусственный BitConnect Карлос  | 2 эпизода                                                                |
| 2017          | Симпсоны                                         | The Simpsons                       | Джаззи Джеймс                                       | Озвучка Эпизод: «The Great Phatsby»                                      |
| 2017          | Сын Зорна                                        | Son of Zorn                        | Гробос Великий                                      | Озвучка Эпизод: «All Hail Son of Zorn»                                   |
| 2017          | Детройтцы                                        | Detroiters                         | Улыбающийся Джек                                    | Эпизод: «Smilin' Jack»                                                   |
| 2017          | Самурай Джек                                     | Samurai Jack                       | Да' Самурай                                         | Озвучка Эпизод: «XCVII»                                                  |
| 2017-2019     | Друзья с колледжа                                | Friends from College               | Итан Тёрнер                                         | 16 эпизодов                                                              |
| 2018-н.в.     | Импульс                                          | Impulse                            | Майкл Пирс                                          | 2 эпизода                                                                |
| 2019-н.в.     | Зелёные яйца и ветчина                           | Green Eggs and Ham                 | рассказчик                                          | озвучивание; 23 эпизода                                                  |

### Клипы
| Год  | Оригинальное название | Роль            | Исполнитель         |
| ---- | --------------------- | --------------- | ------------------- |
| 2006 | «White & Nerdy»       | Чёрный гангстер | Странный Эл Янкович |

## Награды и номинации
| Год  | Премия                         | Категория                                        | Работа                                          | Результат |
| ---- | ------------------------------ | ------------------------------------------------ | ----------------------------------------------- | --------- |
| 2013 | Премия Гильдии сценаристов США | Лучшая комедия/варьете — сериал                  | Кей и Пил                                       | Номинация |
| 2013 | Премия Пибоди                  | Премия Пибоди                                    | Кей и Пил                                       | Победа    |
| 2014 | NAACP Image Award              | Лучшее варьете, сериал или специальная программа | Кей и Пил                                       | Номинация |
| 2014 | American Comedy Awards         | Лучший альтернативный комедийный сериал          | Кей и Пил                                       | Победа    |
| 2014 | American Comedy Awards         | Лучший актёр комедии — ТВ                        | Кей и Пил                                       | Номинация |
| 2014 | American Comedy Awards         | Лучший сценарий комедии — ТВ                     | Кей и Пил                                       | Номинация |
| 2014 | Прайм-таймовая премия «Эмми»   | Лучший сценарий для варьете или сериала          | Кей и Пил                                       | Номинация |
| 2015 | People’s Choice Awards         | Любимое комедийное скетч-шоу                     | Кей и Пил                                       | Номинация |
| 2015 | NAACP Image Award              | Лучший комедийный сериал                         | Кей и Пил                                       | Номинация |
| 2015 | NAACP Image Award              | Лучший актёр комедийного сериала                 | Кей и Пил                                       | Номинация |
| 2015 | Прайм-таймовая премия «Эмми»   | Лучшее скетчевое варьете                         | Кей и Пил                                       | Номинация |
| 2015 | Прайм-таймовая премия «Эмми»   | Лучший актёр второго плана комедийного сериала   | Кей и Пил                                       | Номинация |
| 2015 | Прайм-таймовая премия «Эмми»   | Лучший сценарий для варьете или сериала          | Кей и Пил                                       | Номинация |
| 2015 | Прайм-таймовая премия «Эмми»   | Лучший сценарий для варьете или сериала          | Кей и Пил Супербоул спешл                       | Номинация |
| 2015 | Прайм-таймовая премия «Эмми»   | Лучшая короткометражная программа                | Кей и Пил представляют Вана и Майка: Вознесение | Номинация |
| 2016 | NAACP Image Award              | Лучший комедийный сериал                         | Кей и Пил                                       | Номинация |
| 2016 | NAACP Image Award              | Лучший сценарий комедийного сериала              | Кей и Пил                                       | Номинация |
| 2016 | Премия Гильдии киноактёров США | Лучший актёрский состав комедийного сериала      | Кей и Пил                                       | Номинация |
| 2016 | Премия Гильдии сценаристов США | Лучшая комедия/варьете — скетч-шоу               | Кей и Пил                                       | Номинация |
| 2016 | Прайм-таймовая премия «Эмми»   | Лучшее скетчевое варьете                         | Кей и Пил                                       | Победа    |
| 2016 | Прайм-таймовая премия «Эмми»   | Лучший актёр второго плана комедийного сериала   | Кей и Пил                                       | Номинация |
| 2016 | Прайм-таймовая премия «Эмми»   | Лучший сценарий для варьете или сериала          | Кей и Пил                                       | Номинация |
| 2016 | Прайм-таймовая премия «Эмми»   | Лучшее озвучивание персонажа                     | Суперособняк                                    | Номинация |